# الشبکه
الشبکه، شبکه سیاست فلسطین (به انگلیسی: The Palestinian Policy Network) یک اندیشکده مستقل و فراملی است که مأموریت آن «آموزش و ترویج بحث عمومی در مورد حقوق بشر فلسطینی‌ها و تعیین سرنوشت خود در چارچوب قوانین بین‌المللی» است.

## تاریخ
الشبکه در سال ۲۰۱۰ راه اندازی شد و به عنوان «اولین اتاق فکر مستقل فلسطین» توصیف شد. الشبکه در سال ۲۰۰۹ در کالیفرنیا به‌عنوان شبکه سیاست خاورمیانه ثبت شد و با نام الشبکه: شبکه سیاست‌گذاری فلسطین فعالیت می‌کرد.
به گفته شرین حسین، یک دانشگاهی مستقر در مؤسسه امور بین‌الملل سوئد، راه اندازی الشبکه یک «ابتکار مهم» توسط «روشنفکران [فلسطینی] بود.» و «برای قرار دادن صدای قوی‌تر سیاست فلسطین روی نقشه» راه‌اندازی شد. کار آن «در درجه اول متوجه فلسطینیان نگران و همچنین جوامع عرب و سیاست بین‌المللی است.» ساعد عطشان، انسان‌شناس، در بررسی ادبیات علمی در سال ۲۰۲۱ از الشبکه به عنوان «افزودن بالقوه آینده» به «زیست‌بوم» مردم‌شناسی فلسطین یاد می‌کند.

## گروه
رشید خالدی مورخ دانشگاه کلمبیا، سماح السبعاوی نویسنده و نمایشنامه نویس، نورا عرکات پژوهشگر حقوق و لیلا الحداد نویسنده.

## به رسمیت شناختن
الشبکه، در گزارش شاخص اندیشکده جهانی جی‌تی‌تی‌تی(به انگلیسی: Go To Think Tank) که توسط تی‌ای‌سی‌اس‌پی(به انگلیسی: The Think Tanks and Civil Societies Program) از مؤسسه لادر در دانشگاه پنسیلوانیا تأسیس شده‌است، از سال ۲۰۱۳ تا ۲۰۲۰ ظاهر شده‌است. الشبکه بین رتبه ۳۵ تا ۳۳ از ۸۵ مورد «بهترین شبکه اتاق فکر» رتبه‌بندی شده‌است.